# Lines
Lines é um curta-metragem cômico/dramático canadense, produzido, dirigido e roteirizado por Amy Jo Johnson, que estreou em setembro de 2014 no Edmonton International Film Festival. É protagonizado por Amy Jo Johnson no papel de Amelia, Enrico Colantoni no papel do doutor e Ingrid Kavelaars como sua enfermeira. Sua trilha sonora é composta por canções de artistas canadenses como Charlotte Cornfield e Cinjun Tate, vocalista da banda Remy Zero, além do músico americano Jordan Besser e de Amy Jo Johnson com uma canção que leva o mesmo nome do curta. O roteiro traz uma nova abordagem para o grau de como homens e mulheres podem preservar e julgar sua beleza física.

## Produção
Depois do sucesso do financiamento coletivo de seu primeiro curta metragem, Bent, Amy Jo Johnson decidiu embarcar novamente no processo de crowdfunding através site Indiegogo, dessa vez para a produção de um curta-metragem de seu roteiro chamado Lines. Em junho de 2013, Amy Jo Johnson anunciou o financiamento coletivo para Lines, onde ela seria a protagonista, a personagem Amelia, que ela definiu como uma especie de alter ego. Esse curta-metragem mostra de forma cômica a importância da aceitação das marcas do tempo e da aparência sem julgamentos. Amy Jo mencionou que o objetivo do filme foi trazer a recordação do sentido das coisas importantes da vida e abraçar a beleza que existe no envelhecer. Através de sua personagem, Amelia, o telespectador é levado ao momento quando começa a questionar sua própria aparência e se comparar com alguma outra versão do perfeito.
| “ | Lines é uma história verdadeira que aconteceu comigo há alguns anos atrás. Eu fiquei tão indignada com o incidente que decidi fazer um curta-metragem sobre ele. Gostaria que as mulheres que assistirem sintam-se empenhadas, esperançosas e um pouco menos criticas com elas mesmas. | ” |

Em julho de 2013, ela deu iniciou ao crowdfunding para a produção, batendo novamente a meta antes do termino da campanha e conseguindo mais de 40 mil dólares em menos de 1 mês, o que levou Lines a ser a campanha destaque do mês no Indiegogo. Esse curta-metragem foi baseado em uma experiência real de Amy Jo Johnson. Em 2012, durante uma consulta simples em uma clinica de dermatologia, Amy Jo foi abordada por um médico que lhe ofereceu diversos procedimentos de beleza como botox e tentou convence-la a eliminar as linhas em seu rosto.

## Música
Originalmente, Amy Jo Johnson escreveu a canção Lines para a sua irmã mais velha, Julie, e ela acabou tornando-se tema musical do curta-metragem de mesmo nome. Amy escreveu essa canção, enquanto olhava para a sua irmã, que fazia movimentos de equilíbrio de yoga. Ela então adicionou Julie a suas apresentações musicais, onde no momento que ela cantava Lines, Julie repetia aqueles movimentos para a plateia. A canção foi lançada em novembro de 2013 como uma das faixas do terceiro álbum autoral de Amy Jo, "Never Broken", sendo a unica musica somente voz e violão. A voz da criança no começo da gravação é de sua própria filha, Francesca. A letra, apontada como genuína e corajosa, fala sobre a beleza de envelhecer graciosamente e estar confortável com sua aparência. A música é usada na cena de fechamento do curta-metragem.

## Sinopse
Quando a tranquila e simples Amelia (Amy Jo Johnson) procura um dermatologista para um procedimento simples, é envolvida no julgamento de sua aparência e idade. Mostrando especialista no assunto, o doutor de pele brilhante (Enrico Colantoni) apresenta-lhe as vantagens de acabar com todas as linhas de seu rosto. Lines é uma comédia sobre recordar as coisas importantes da vida e abraçar a beleza de envelhecer graciosamente bem.

## Elenco
- Amy Jo Johnson como Amelia
- Enrico Colantoni como Doutor
- Ingrid Kavelaars como Enfermeira
- Julie Johnson como Ela mesma
- Francesca Christine Giner como Ela mesma

## Prêmios e Indicações
| Ano  | Resultado | Premiação                                 | Categoria             | Representante  | Link  |
| ---- | --------- | ----------------------------------------- | --------------------- | -------------- | ----- |
| 2014 | Vencedor  | Edmonton International Film Festival      | Melhor curta-metragem | Amy Jo Johnson | [ 4 ] |
| 2014 | Vencedor  | Toronto International Short Film Festival | Melhor comédia        | Amy Jo Johnson | [ 5 ] |
| 2015 | Vencedor  | Buffalo Niagara Film Festival             | Melhor atriz          | Amy Jo Johnson | [ 5 ] |